# Assoa
Assoa är ett släkte av svampar. Assoa ingår i divisionen sporsäcksvampar och riket svampar.